# Truth (The Falcon and the Winter Soldier)
"Truth" es el quinto episodio de la miniserie de televisión estadounidense The Falcon and the Winter Soldier, basada en Marvel Comics que presenta a los personajes Sam Wilson / Falcon y Bucky Barnes / Winter Soldier. Sigue a la pareja regresando a casa después de pelear contra los Flag Smashers, mientras que John Walker enfrenta las consecuencias de sus acciones. El episodio está ambientado en el Universo Cinematográfico de Marvel (MCU), compartiendo continuidad con las películas de la franquicia. Fue escrito por Dalan Musson y dirigido por Kari Skogland.
Sebastian Stan y Anthony Mackie repiten sus respectivos papeles como Bucky Barnes y Sam Wilson de la saga cinematográfica, con Emily VanCamp, Wyatt Russell, Erin Kellyman, Julia Louis-Dreyfus, Florence Kasumba, Danny Ramirez, Georges St-Pierre, Adepero Oduye y Daniel Brühl también protagonizan. El desarrollo comenzó en octubre de 2018 y Skogland se unió en mayo de 2019. Louis-Dreyfus se presenta como Valentina Allegra de Fontaine en un cameo sorpresa que previamente había sido objeto de teorías para el episodio y se mantuvo en secreto en el set. El rodaje tuvo lugar en Pinewood Atlanta Studios en Atlanta, Georgia, con rodaje en exteriores en el área metropolitana de Atlanta y en Praga.
"Truth" se lanzó en el servicio de transmisión Disney+ el 16 de abril de 2021. Los críticos elogiaron el enfoque en personajes y temas, mientras que la aparición de Louis-Dreyfus también recibió respuestas positivas. El episodio recibió una nominación al premio Primetime Emmy.

## Argumento
Después de usar el escudo del Capitán América para matar a uno de los Flag Smashers en público, John Walker huye y se esconde en una maestranza, pero es encontrado por Sam y Bucky. Wilson le pide que se calme para que puedan encontrar una salida y sin vacilar, le exige que le suelte el escudo, pero él se niega. Se produce una fuerte pelea donde Walker demuestra su super fuerza al dejar malherido a Bucky y destruir el traje de alas de Wilson, pero Wilson y Barnes, a duras penas, le quitan el escudo y le rompen el brazo en el proceso; Barnes se va y un Sam apenado limpia la sangre que queda en el escudo. Wilson luego le deja su traje dañado con Torres y le pide que continúe buscando a los Flag Smashers.
Barnes encuentra a Zemo en un monumento en Sokovia y tras amagar con dispararle, lo entrega a las Dora Milaje de Wakanda. Mientras Ayo le aconseja que no regrese a Wakanda por un tiempo, él le pide que le hagan un último favor. Mientras tanto, Walker recibe una baja deshonorable del ejército y es despojado de su papel como el Capitán América permanentemente; pero Walker se defiende expresando que solo cumplió con sus órdenes. Mientras es consolado, se le acerca una mujer que se presenta como la Condesa Valentina Allegra de Fontaine, quien le dice que tomar el suero y matar al Flag Smasher fue lo correcto y le dice que lo contactará en el futuro, ya que se transformó en un valioso activo. Walker luego visita a la familia de su fallecido amigo Lemar y los consuela afirmando que mató al asesino de Hoskins.
Wilson regresa a Baltimore para visitar a Isaiah Bradley, quien habla sobre su pasado como supersoldado negro y cómo fue encarcelado después de rescatar a otros soldados con los que también se había experimentado; también habla de cómo sufrió al no ver a su familia y como una enfermera logró conseguirle su libertad. Mientras Sam le propone hacer algo para que el mundo lo conozca, Isaiah le afirma que a un hombre negro nunca se le permitiría convertirse en el Capitán América ni debería hacerlo si lo desea. Wilson luego regresa a su hogar en Luisiana y ayuda a Sarah a arreglar el bote familiar, con la ayuda de varios lugareños y de Barnes, quien le entrega un maletín de los Wakandianos a Wilson. Wilson y Barnes entrenan con el escudo y acuerdan dejar atrás su pasado y trabajar juntos. Barnes confiesa que estaba enojado con Sam ya que siente que el escudo es su última conexión con el pasado y se disculpa por no considerar las implicaciones de darle el escudo a un hombre negro. Sam, por su parte, le aconseja que al enmendar sus actos, no basta con el perdón, sino que los acompañe a cerrar el círculo.
Mientras tanto, los Flag Smashers deciden dar un último golpe y planean un ataque contra una conferencia del Consejo Global de Repatriación (GRC) en la ciudad de Nueva York, quienes votaran una Acta de Enmienda para realizar expulsiones a refugiados. A ellos se une Georges Batroc, que quiere matar a Wilson y sin que lo sepan, fue liberado de prisión por Sharon. Cuando Torres contacta a Wilson y le dice que los Flag Smashers han sido detectados en la ciudad de Nueva York, Wilson decide intervenir y abre el maletín.
En una escena a mitad de los créditos, Walker, decidido a vengar a Lemar, construye un nuevo escudo usando chatarra y su Medalla de Honor.

## Producción

### Desarrollo
Para octubre de 2018, Marvel Studios estaba desarrollando una serie limitada protagonizada por Sam Wilson / Falcon de Anthony Mackie y Bucky Barnes / Winter Soldier de Sebastian Stan de las películas del Universo cinematográfico de Marvel (MCU). Malcolm Spellman fue contratado como escritor principal de la serie,   que se anunció como The Falcon and the Winter Soldier en abril de 2019.  Spellman modeló la serie a partir de películas de amigos, como 48 Hrs. (1982), Los desafiantes (1958), Arma letal (1987) y Hora punta (1998).  Kari Skogland fue contratada para dirigir la miniserie un mes después  y fue productora ejecutiva junto a Kevin Feige, Louis D'Esposito, Victoria Alonso y Nate Moore de Marvel Studios y Spellman. El quinto episodio, titulado "Truth", fue escrito por Dalan Musson.  Toma su nombre del cómic Truth: Red, White & Black de Robert Morales y Kyle Baker, que cuenta la historia del personaje Isaiah Bradley, un hombre negro que se convirtió en el Capitán América después de ser encarcelado y experimentado. El episodio se lanzó en el servicio de transmisión Disney+ el 16 de abril de 2021. 

### Escritura
Spellman sintió que el episodio 5 era el de la serie donde «simplemente se vuelve real», mientras que Moore agregó que el episodio uniría muchos de los diversos hilos de la trama que «tal vez se sintieron dispares o no completamente formados juntos» y «realmente llega a ser el culminación del tema» de legado para la serie. La coproductora ejecutiva Zoie Nagelhout sintió que Valentina Allegra de Fontaine era «el personaje perfecto» para entrar en la vida de John Walker como una forma de «complicar lo que está pasando y darle una luz extraña casi siniestra al final del túnel». Ella continuó diciendo que dado que Walker es alguien que necesita tener un propósito en su vida, conocer a De Fontaine lo emociona y creó una "catarsis" para él. Spellman decidió agregar a De Fontaine a la serie después de buscar un miembro de la CIA o SHIELD en los cómics que podría ser el que "abrazara [a Walker] después de todo lo que ha pasado" y lo pondría en su nuevo viaje.
Mackie dijo que el momento en que Barnes dijo que nunca consideró las implicaciones de que un hombre negro se convirtiera en el Capitán América fue "el gran punto de inflexión" para Wilson, y agregó que fue "una experiencia catártica" y que puso a Wilson "completamente de cabeza y lo conmovió" en la dirección de aceptar la idea de ser el Capitán América".

### Casting
El episodio está protagonizado por Sebastian Stan como Bucky Barnes, Anthony Mackie como Sam Wilson, Emily VanCamp como Sharon Carter, Wyatt Russell como John Walker, Erin Kellyman como Karli Morgenthau, Julia Louis-Dreyfus como de Fontaine, Florence Kasumba como Ayo, Danny Ramirez como Joaquin Torres, Georges St-Pierre como Georges Batroc, Adepero Oduye como Sarah Wilson y Daniel Brühl como Helmut Zemo.  También aparecen Clé Bennett como Lemar Hoskins / Battlestar, Carl Lumbly como Isaiah Bradley, Desmond Chiam como Dovich, Dani Deetee como Gigi, Indya Bussey como DeeDee, Renes Rivera como Lennox, Tyler Dean Flores como Diego, Chase River McGhee como Cass, Aaron Haynes como AJ, Gabrielle Byndloss como Olivia Walker, Janeshia Adams-Ginyard como Nomble, Zola Williams como Yama, Elijah Richardson como Eli Bradley, Jane Rumbaua como Ayla, Salem Murphy como Lacont y Noah Mills como Nico.  
Antes del lanzamiento del episodio, Spellman habló de que tendría un gran cameo y dijo que sería un personaje con los pies en la tierra y una personalidad fuerte. Agregó que no sería un Avenger, mientras que Moore dijo específicamente que el cameo no sería T'Challa / Black Panther de Chadwick Boseman, en respuesta a la especulación de los aficionados. Hoai-Tran Bui en /Film informó que el cameo no sería un personaje del MCU existente y, en cambio, sería la introducción de un personaje de cómic establecido en el MCU, interpretado por un actor conocido. El episodio revela que este cameo es Louis-Dreyfus como de Fontaine.  Los comentaristas compararon la apariencia del personaje con un "anti- Nick Fury", con la especulación de que podría ser el Power Broker u otro bloque de construcción que condujo a la introducción del equipo Thunderbolts en el MCU. Joanna Robinson de Vanity Fair informó que se esperaba que Louis-Dreyfus apareciera por primera vez como de Fontaine en Black Widow (2021) antes de que los retrasos por la pandemia de COVID-19 retrasaran el estreno de esa película hasta después del estreno de The Falcon and the Winter Soldier . Robinson dijo que no estaba claro si aún se esperaba que Louis-Dreyfus apareciera en la película, pero finalmente aparece en la escena posterior a los créditos de la película, y Feige señaló que originalmente estaba destinado a ser la introducción del personaje, pero terminó siendo una referencia a su aparición en The Falcon and the Winter Soldier.  Spellman no estaba al tanto de la aparición planeada del personaje en Black Widow cuando decidió agregarla a la serie. 

### Filmación y efectos visuales
El rodaje tuvo lugar en Pinewood Atlanta Studios en Atlanta, Georgia, con la dirección de Skogland,  y PJ Dillon como director de fotografía.  El rodaje en exteriores tuvo lugar en el área metropolitana de Atlanta y en Praga.   Moore creía que "Truth" era el episodio más fuerte de la serie desde el punto de vista de la actuación y el cine.  La escena de acción con Wilson, Barnes y Walker tuvo lugar en un almacén que el equipo de producción había encontrado unos días antes. El equipo de especialistas no se había preparado antes para la escena e improvisó y definió la coreografía de la pelea durante la filmación. Louis-Dreyfus estuvo en el set durante un par de días para filmar su papel, y se la describió como un "secreto de Marvel de nivel rojo de código ambulante" debido al secreto que rodeaba su apariencia. Russell dijo que la actriz fue espontánea con su actuación y describió el personaje de De Fontaine como "infinitamente interesante porque [Louis-Dreyfus es] infinitamente interesante". Moore agregó que Louis-Dreyfus tiene una simpatía natural por ella, que cuando mostró "esas tendencias más oscuras de su personaje, es un poco más sorprendente y entretenido" porque fue inesperado.  Los efectos visuales para el episodio fueron creados por Tippett Studio, Trixter, Digital Frontier FX, QPPE, Stereo D, Cantina Creative, Crafty Apes y Rodeo FX. 

### Música
Las selecciones de la partitura del compositor Henry Jackman para el episodio se incluyeron en el vol. 2  del álbum de la banda sonora, que fue lanzado digitalmente por Marvel Music y Hollywood Records el 30 de abril de 2021.

## Marketing
El 19 de marzo de 2021, Marvel anunció una serie de carteles creados por varios artistas para corresponder con los episodios de la serie. Los carteles se publicaron semanalmente antes de cada episodio, y el quinto cartel, diseñado por el diseñador gráfico Doaly, se reveló el 14 de abril. Después del lanzamiento del episodio, Marvel anunció productos inspirados en el episodio como parte de su promoción semanal "Marvel Must Haves" para cada episodio de la serie, que incluye ropa, accesorios y un escudo del Capitán América de Marvel Legends.

## Recepción

### Audiencia
Nielsen Media Research, que mide la cantidad de minutos vistos por el público estadounidense en los televisores, incluyó a The Falcon and the Winter Soldier como la serie original más vista en los servicios de transmisión durante la semana del 12 al 18 de abril de 2021. Entre los primeros cinco episodios, que estaban disponibles en ese momento, la serie tuvo 855 millones de minutos vistos, que fue el total más alto que la serie había logrado hasta el momento.

### Respuesta crítica
El sitio web del agregador de reseñas Rotten Tomatoes reportó un índice de aprobación del 100% con una puntuación promedio de 8.4/10 basada en 29 reseñas. El consenso crítico del sitio dice: "Con escenas de lucha épicas y momentos emocionales en abundancia, 'Truth' está a la altura del potencial del programa, mientras finalmente deja que Sam crezca".
Alan Sepinwall de Rolling Stone sintió que "Truth" era fácilmente el mejor episodio de la serie hasta el momento, sintiendo que tenía mucha introspección pero no se arrastraba como los episodios anteriores con ese enfoque. Sintió que la pelea inicial entre Wilson, Barnes y Walker era inevitable y golpeó más fuerte que las secuencias de acción anteriores de la serie debido a las emociones en juego, y también sintió que el regreso de Wilson a Luisiana fue más "vivido y entretenido" que escenas similares en el estreno de la serie, pero describió la visita de Walker a la familia de Hoskins como uno de los momentos "más torpes" de la serie. Sepinwall señaló que las escenas de Luisiana probablemente se habrían cortado si se tratara de un largometraje en lugar de una serie, y concluyó que al presentar a Wilson como una versión del Capitán América en contraste con Walker, la serie estaba explorando "territorio más complicado que el MCU generalmente ha entrado en el pasado... [y] al dar un paso atrás en la historia durante una semana, 'Truth' pudo profundizar y realmente luchar con todas las implicaciones de la elección que está haciendo Sam". Sulagna Misra en The AV Club le dio al episodio una "A" diciendo que a pesar de que la historia de Wilson fue en una escala más pequeña que la de Barnes, porque era más pequeña y más identificable hizo que la "discusión franca" de la pareja sobre lo que significa ser una persona negra con el escudo "sentirse tan ganado".
Escribiendo para Entertainment Weekly, Chancellor Agard estuvo de acuerdo con Sepinwall en que este fue el mejor episodio de la serie hasta el momento, con Wilson y Barnes "dando algunos pasos necesarios y largamente esperados". Agard comparó la pelea inicial del episodio con la pelea final entre Steve Rogers, Barnes y Tony Stark en Capitán América: Civil War, pero sintió que la serie no estaba tratando de imitar esa pelea intencionalmente, especialmente porque "no fue tan impactante porque realmente solo nos importan dos de los personajes" en la pelea del episodio. Sus momentos favoritos del episodio fueron la conversación de Wilson con Bradley y las escenas ambientadas en Luisiana, dando a "Truth" una "B+". Matt Purslow de IGN le dio al episodio un 7 sobre 10, creyendo que el enfoque en el personaje lastraba el episodio. Aunque "Truth' "presenta algunos de los momentos más impactantes del programa hasta el momento y moldea aún más a sus personajes de maneras admirables", Purslow sintió que, en general, el episodio "vagabundea, retrasa las amenazas inminentes y ofrece conclusiones decepcionantes". Uno de los puntos culminantes de Purslow fue la conversación de Wilson con Bradley, que fue "un momento histórico" para el MCU, con la escena interpretada con "profunda gravedad" por parte de los actores.
También se discutió el cameo de Louis-Dreyfus. Sepinwall calificó de "asombroso y encantador" verla aparecer, con una actuación que fue "cáustica, suave y divertida". Robinson creía que el personaje tenía "mucho potencial" para el MCU y sintió que Louis-Dreyfus era "una opción ideal" para ser uno de los próximos villanos del MCU. Agard estuvo de acuerdo con Robinson, creyendo que elegir a Louis-Dreyfus para el papel significaba que el UCM tenía "grandes planes para ella".  Sin embargo, Purslow no pensó que el cameo tuviera ningún impacto ya que no había antecedentes sobre quién era De Fontaine o cualquier amenaza que pudiera representar.  Después del lanzamiento del episodio, las ventas de Strange Tales # 159, que fue la primera aparición en un cómic de Fontaine (en la función "Nick Fury, Agent of SHIELD"), aumentaron de valor en eBay, en particular aquellos con altas calificaciones de Certified Guaranty Company que denotan buen estado.

### Elogios
Para la 73.ª edición de los Primetime Creative Arts Emmy Awards, John Nania, Aaron Toney y Justin Eaton fueron nominados a Actuación excepcional en acrobacias por su trabajo en el episodio.